# Granica polsko-niemiecka
Granica polsko-niemiecka – granica międzypaństwowa pomiędzy Rzecząpospolitą Polską a Republiką Federalną Niemiec, licząca na lądzie i zbiornikach wodnych łącznie 467 km długości. Stanowi zachodnią rubież Polski i wschodnią Niemiec.
Niemcy są jednym z siedmiu państw graniczących obecnie z Polską, zaś Polska jednym z dziewięciu krajów graniczących z Niemcami. Ze względu na swój przebieg nazywana jest często granicą na Odrze i Nysie.

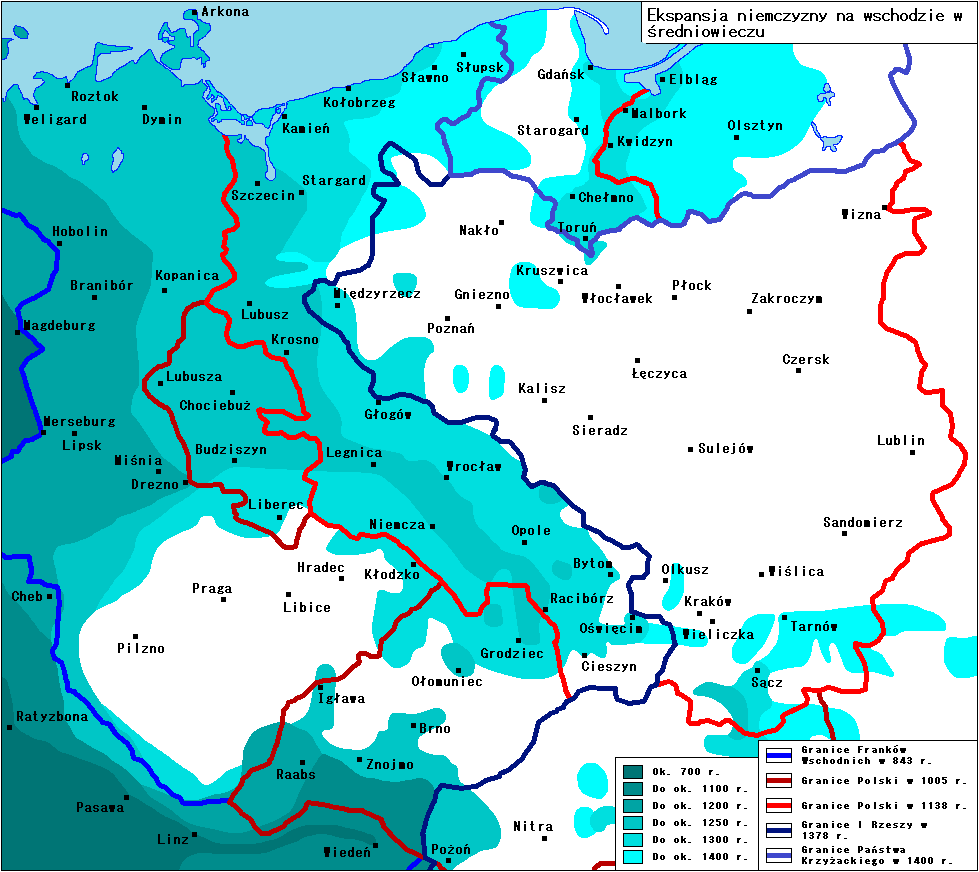
Osadnictwo i podboje niemieckie na wschodzie do 1400

 landy sąsiadujące z Polską:
- Meklemburgia-Pomorze Przednie
- Brandenburgia
- Saksonia

 województwa sąsiadujące z Niemcami:
- zachodniopomorskie
- lubuskie
- dolnośląskie

## Historia

### Historyczne przebiegi granicy
Dzisiejsza granica pomiędzy Polską a Niemcami jest podobna do granicy zachodniej Polski pierwszych Piastów. W okresie panowania Bolesława Chrobrego do Polski zostały przyłączone Łużyce (tj. współczesne Łużyce Dolne) i Milsko. Granica Polski rozciągała się wtedy aż do granic Łaby skręcając koło Lubusza na północny wschód do Odry. Północny odcinek granicy był podobny do dzisiejszego. W latach 1121–1122 Bolesław Krzywousty zhołdował Pomorze Zachodnie, czyniąc tamtejszego księcia Warcisława I swoim lennikiem. Książę pomorski zobowiązywał się do uznania zwierzchnictwa Polski nad Pomorzem, płacenia rocznego trybutu w wysokości 500 grzywien srebra oraz niesienia pomocy wojskowej na żądanie polskiego władcy. Złamany zacięty opór Pomorzan umożliwił Bolesławowi dalsze podboje. Wojowie Krzywoustego przekroczyli linię Odry, docierając prawdopodobnie do Rugii w 1123 roku.

Po śmierci Krzywoustego, w wyniku osłabienia państwa w czasach rozbicia dzielnicowego, Polska utraciła senioralną zwierzchność nad księstwami Pomorza Zachodniego. Zapanowała tam dynastia Gryfitów, gdzie od 1493 roku sukcesję po nich zapewnili sobie Hohenzollernowie. W XVI wieku istniała jeszcze szansa na odzyskanie tej prowincji, lecz ją zaprzepaszczono.
Śląsk oderwał się krótko po zakończeniu rozbicia dzielnicowego, gdy w latach 1327–1331 Jan Luksemburski zhołdował większość księstw śląskich. Na drugim zjeździe w Wyszehradzie Kazimierz III Wielki zrzekł się praw do Śląska. Uzyskał za to ziemię wieluńską, Drahim, ziemię wałecką, ziemię żywiecką oraz przejściowo Kluczbork.
Pas ziemi między tymi dwiema krainami – Ziemia lubuska – została utracona przez Bolesława Rogatkę na rzecz Brandenburgii w 1250 roku na poczet spłaty jego długów wobec najemnych rycerzy. Książęta piastowscy przyjęli język niemiecki i niemieckie zwyczaje, a terytorium Nowej Marchii ustaliło zachodnią granicę Wielkopolski.
Od czasów Kazimierza Wielkiego granica z Rzeszą Niemiecką nie zmieniała się w większym stopniu do 1772 roku, tj. do czasu rozbiorów.
Granice I Rzeczypospolitej z okresu XVIII wieku były punktem wyjścia dla ustalenia granicy polsko-niemieckiej po I wojnie światowej, z wyjątkiem zamieszkanych przez Polaków terenów Górnego Śląska oraz Warmii i Mazur, gdzie przeprowadzono plebiscyty.

### Granica polsko-niemiecka w okresie międzywojennym
Granica po I wojnie światowej została ukształtowana w na podstawie:
- działań zbrojnych powstania wielkopolskiego i powstań śląskich;
- plebiscytów, które odbyły się na Górnym Śląsku i w Prusach Wschodnich;
- arbitrażu państw Ententy.

Polska otrzymała:
- 1/3 Górnego Śląska;
- fragmenty Dolnego Śląska w okolicach Namysłowa (Kraik Rychtalski), Sycowa, Milicza i Góry;
- terytorium Wielkopolski bez Międzyrzecza, Wałcza, Wschowy, Piły i Złotowa;
- pas ziemi do morza, który w stosunku do I Rzeczypospolitej został uszczuplony o przeszło 40% – Polska nie uzyskała m.in. Gdańska;
- granica z Prusami Wschodnimi była podobna do granicy z Prusami Książęcymi. Niemcy utrzymali panowanie nad Warmią, która w czasach I Rzeczypospolitej należała do Polski.

Polska do 1939 roku była otoczona z trzech stron terytorium niemieckim. Granica ta była bardzo długa (ponad 1912 km długości) i nie bazowała naturalnym ukształtowaniu terenu. Nieliczne wyjątki, choć pozbawione znaczenia strategicznego, stanowiły rzeki: Wisła od okolic Kwidzyna do Białej Góry, Noteć od Ujścia koło Piły do okolic Krzyża Wlkp., Prosna od okolic Kuźnicy Żytniowskiej do okolic Chróścina, Liswarta od okolic Starokrzepic do okolic Węglowic i Odra od okolic Raciborza do Olzy.

### Kształtowanie się i przebieg granicy po II wojnie światowej
Granica Polskiej Rzeczypospolitej Ludowej i Niemieckiej Republiki Demokratycznej istniała od 1949 roku do zjednoczenia Niemiec, tj. do 3 października 1990 roku. Została ukształtowana po II wojnie światowej, w wyniku decyzji aliantów na konferencjach jałtańskiej i poczdamskiej. Obecna granica powstała po zjednoczeniu Niemiec 3 października 1990 roku, przed tą datą Polska graniczyła z Niemiecką Republiką Demokratyczną, a granica miała identyczny przebieg.